# Клуб убивств по четвергах
«Клуб убивств по четвергах» (англ. The Thursday Murder Club) — роман про загадкові вбивства, виданий у 2020 році. Це дебютний роман британського телеведучого Річарда Османа і перша частина його серії «Клуб убивств по четвергах». Вона була опублікована 3 вересня 2020 року Viking Press, дочірньою компанією Penguin Random House, а також випущена у 2020 році як аудіокнига у виконанні Леслі Менвілл.

## Сюжет
У тихому будинку для літніх людей Куперс-Чейз проживає четвірка незвичайних друзів: колишня медсестра Джойс, колишній психіатр Ібрагім, колишній профспілковий лідер Рон та колишня шпигунка Елізабет. Об'єднує їх не лише вік, а й незвичайне хобі — вони щочетверга збираються, щоб розслідувати старі, нерозкриті справи про вбивства, жваво обговорюючи деталі та висуваючи власні версії.
Їхнє розмірене життя порушується, коли в їхньому ж Куперс-Чейз відбувається справжнє вбивство. Будівельник Тоні Карран, який працював над розширенням кладовища на території комплексу, знайдений мертвим. Раптом їхні теоретичні розслідування стають реальністю, і «Клуб убивств по четвергах» отримує свою першу справу, яку вони можуть розплутати наживо.
Ентузіазм літніх детективів не завжди сприймається серйозно місцевою поліцією, зокрема молодими та амбітними детективами Крісом Гадлі та Донною Де Фріттас. Проте, завдяки своєму життєвому досвіду, спостережливості та несподіваним зв'язкам, члени клубу часто бачать деталі, які пропускають професіонали.
Розслідуючи вбивство Яна, четвірка пенсіонерів занурюється у світ місцевих забудовників, давніх земельних суперечок, таємниць минулого Куперс-Чейз та його мешканців. Вони використовують свої унікальні навички: Джойс вміє розговорити людей, Ібрагім має аналітичний склад розуму, Рон знає, як впливати на оточуючих, а Елізабет володіє шпигунськими прийомами.
Чим глибше вони копають, тим більше розуміють, що вбивство Яна пов'язане з давніми секретами та небезпечними людьми. Їхнє розслідування стає небезпечним, але вони сповнені рішучості розкрити правду, доводячи, що вік — не перешкода для кмітливості та справедливості. «Клуб убивств по четвергах» не зупиниться ні перед чим, щоб знайти вбивцю та відновити спокій у їхньому тихому куточку.

## Передумови та публікація
Османа надихнуло на створення книги його візит до елітного селища для пенсіонерів. Він таємно писав книгу протягом 18 місяців.
Після 10-стороннього видавничого аукціону 2019 року Penguin Random House придбала права на «Клуб убивств по четвергах» і його продовження «Людина, яка померла двічі» за семизначну суму. Книга вийшла друком 3 вересня 2020 року. За перші три дні продажу було продано 45 000 примірників і став бестселером номер один за версією Sunday Times. Станом на 8 вересня твір продавався у 16 країнах. За тиждень до 19 грудня було продано 134 514 примірників, що зробило його першим дебютним романом, який став номером один у Великій Британії на Різдво.

## Прийняття і продовження
За даними до Book Marks, книга отримала «захоплюючі» рецензії на основі 16 рецензій критиків, з яких 12 були «захопленими», 4 — «позитивними» і 1 — «змішаною». На сайті Books in Media, який об'єднує відгуки критиків про книги, книга отримала  (4,00 з 5) із сайту, який базувався на 7 відгуках критиків.
У The Times Крістіна Гардімент сказала, що книга має «геніальний сюжет». Газета The Guardian описала його як «найшвидше продаваний кримінальний дебют для дорослих» в історії. Аудіокнига, одна з 10 номінантів, отримала нагороду Sounds of Crime на фестивалі Crimefest у 2021 році.
Продовженнями стали романи «Людина, яка померла двічі», «Куля, що не влучила» і «Останній демон», що були опубліковані у вересні 2021, 2022 і 2023 років відповідно. Вихід п'ятої книги серії запланований на 2025 рік.

## Адаптації
Книгу адаптували для BBC Radio 4 і транслювали на початку 2021 року, її читав Гайдн Гвінне.
5 березня 2020 року виробнича компанія Стівена Спілберга Amblin Entertainment купила глобальні права на екранізацію книги, сценарій повинен був бути написаний, а фільм знятий Олом Паркером. Повідомляється, що зйомки розпочнуться в березні 2024 року, а за чутками, Віола Девіс і Меріл Стріп будуть приєднані. 18 квітня 2024 року Кріс Коламбус був оголошений режисером, який змінив Паркера. 23 квітня Осман підтвердив через епізод The Rest Is Entertainment, що Гелен Міррен зіграє Елізабет, Пірс Броснан зіграє Рона, а Бен Кінгслі зіграє Ібрагіма, а Джойс ще не обрана. 25 квітня Netflix придбав права на розповсюдження фільму. 21 травня Осман підтвердив, що Джойс зіграє Селія Імрі.

## Українське видання
В Україні книгу «Клуб убивств по четвергах» видало видавництво КСД у 2021 році. Українською мовою переклав Віталій Ракуленко.